# Filip Pavlík
Filip Pavlík (* 20. července 1992, Třinec) je český hokejový obránce a bývalý mládežnický reprezentant, od listopadu
2023 nastupující za český klub BK Mladá Boleslav.

## Hráčská kariéra
Svoji hokejovou kariéru začal v mužstvu HC Oceláři Třinec, kde prošel všemi žákovskými kategoriemi a v průběhu mládeže rovněž působil v tehdy druholigových klubech VHK Vsetín a HC Frýdek-Místek. V sezoně 2011/12 debutoval v třineckém "áčku" v extralize, ročník však dokončil ve druhé nejvyšší soutěži na hostování v celku HC Slovan Ústečtí Lvi, kam v roce 2012 přestoupil. Sezonu 2012/13 strávil převážně v Ústí, ale připsal si i jeden start za Lev Praha v KHL. V květnu 2013 zamířil z Ústí nad Labem do Vervy Litvínov. V jejím dresu hrál v nejvyšší soutěži a zároveň v průběhu tohoto angažmá formou střídavých startů pomáhal Ústí a mužstvu HC Most. V ročníku 2014/15 se v základní části stal s 25 kanadskými body společně s Karlem Kubátem nejproduktivnějším litvínovským obráncem. S Vervou navíc ve stejné sezoně získal ligový titul, když klub porazil ve finále play-off Třinec v poměru 4:3 na zápasy. S týmem se představil v Lize mistrů 2015/2016, kde Litvínov skončil v osmifinále po výhře 2:1 a prohře 0:6 nad celkem Frölunda HC ze Švédska. V květnu 2017 se stal novou posilou Mountfieldu HK z Hradce Králové, s jehož představiteli se dohodl na podmínkách dvouletého kontraktu. Během listopadu roku 2023 byl vytrejdován do BK Mladá Boleslav.

## Klubové statistiky
| Sezona    | Klub                  | Soutěž          | Základní část | Základní část | Základní část | Základní část | Základní část | Play off | Play off | Play off | Play off | Play off |
| Sezona    | Klub                  | Soutěž          | Z             | G             | A             | B             | TM            | Z        | G        | A        | B        | TM       |
| --------- | --------------------- | --------------- | ------------- | ------------- | ------------- | ------------- | ------------- | -------- | -------- | -------- | -------- | -------- |
| 2009/2010 | VHK Vsetín            | 0 2. česká liga | 01            | 0             | 0             | 0             | 0             | —        | —        | —        | —        | —        |
| 2010/2011 | HC Frýdek-Místek      | 0 2. česká liga | 04            | 01            | 0             | 01            | 0             | —        | —        | —        | —        | —        |
| 2011/2012 | HC Oceláři Třinec     | Česká extraliga | 03            | 0             | 0             | 0             | 0             | —        | —        | —        | —        | —        |
| 2011/2012 | HC Slovan Ústečtí Lvi | 0 1. česká liga | 38            | 03            | 04            | 07            | 22            | 16       | 0        | 03       | 03       | 08       |
| 2012/2013 | HC Lev Praha          | 0000 KHL        | 01            | 0             | 0             | 0             | 0             | —        | —        | —        | —        | —        |
| 2013/2014 | HC Slovan Ústečtí Lvi | 0 1. česká liga | 46            | 03            | 11            | 14            | 30            | 08       | 01       | 03       | 04       | 0        |
| 2013/2014 | HC Verva Litvínov     | Česká extraliga | 33            | 03            | 03            | 06            | 53            | —        | —        | —        | —        | —        |
| 2013/2014 | HC Slovan Ústečtí Lvi | 0 1. česká liga | 13            | 0             | 03            | 03            | 12            | —        | —        | —        | —        | —        |
| 2014/2015 | HC Most               | 0 1. česká liga | 01            | 01            | 0             | 01            | 0             | —        | —        | —        | —        | —        |
| 2014/2015 | HC Verva Litvínov     | Česká extraliga | 48            | 08            | 17            | 25            | 28            | 17       | 02       | 04       | 06       | 06       |
| 2015/2016 | HC Verva Litvínov     | Česká extraliga | 52            | 06            | 14            | 20            | 20            | —        | —        | —        | —        | —        |
| 2016/2017 | HC Verva Litvínov     | Česká extraliga | 49            | 02            | 11            | 13            | 34            | 05       | 0        | 02       | 02       | 14       |
| 2016/2017 | HC Most               | 0 1. česká liga | 02            | 0             | 0             | 0             | 0             | —        | —        | —        | —        | —        |
| 2017/2018 | Mountfield HK         | Česká extraliga | 46            | 3             | 11            | 14            | 10            | 13       | 0        | 0        | 0        | 8        |
| 2018/2019 | Mountfield HK         | Česká extraliga | 50            | 10            | 19            | 29            | 40            | 4        | 0        | 0        | 0        | 0        |
| 2019/2020 | Mountfield HK         | Česká extraliga | 49            | 7             | 10            | 17            | 32            | 2        | 0        | 0        | 0        | 6        |
| 2020/2021 | Mountfield HK         | Česká extraliga | 52            | 8             | 11            | 19            | 24            | 7        | 0        | 2        | 2        | 2        |
| 2021/2022 | Mountfield HK         | Česká extraliga | 55            | 10            | 13            | 23            | 26            | 5        | 0        | 1        | 1        | 2        |
| 2022/2023 | Mountfield HK         | Česká extraliga | 42            | 7             | 8             | 15            | 15            | 18       | 0        | 2        | 2        | 6        |

## Reprezentace
| Turnaj               | Místo konání                | Z | G | A | B | TM | Umístění |
| -------------------- | --------------------------- | - | - | - | - | -- | -------- |
| MS-18 2010           | Bělorusko (Minsk, Babrujsk) | 6 | 0 | 0 | 0 | 8  | 6. místo |
| Celkem na MS-18 (1x) |                             | 6 | 0 | 0 | 0 | 8  |          |